# Léonard Ginsburg
Léonard Ginsburg   (5è districte de París, 16 de març de 1927 - Avon, 31 de gener de 2009) fou un paleontòleg francès, professor del Museu Nacional d'Història Natural de París. Va publicar 327 treballs sobre diversos temes de la paleontologia entre el 1949 i el 2001.